# Hale County, Tag für Tag
Hale County, Tag für Tag (Originaltitel: Hale County This Morning, This Evening) ist ein englischsprachiger Independent-Dokumentarfilm über das Leben afroamerikanischer Menschen in Hale County, Alabama. In dem von Joslyn Barnes produzierten Film war der Fotograf und Filmemacher RaMell Ross für Regie, Produktion, Drehbuch, Kamera, Ton und Schnitt verantwortlich. Ross veröffentlichte damit gleichzeitig seinen ersten nichtfiktionalen Film.
Die Dokumentation gewann beim Sundance Film Festival 2018 den  U.S. Documentary Special Jury Award for Creative Vision. Hale County, Tag für Tag ist 2019 in der Kategorie Bester Dokumentarfilm nominiert.

## Rezeption
Der Film wurde auf diversen Festivals zum Gewinner einer Auszeichnung gekürt, am prominentesten auf dem Sundance Film Festival 2018. Kritiker rühmten das Werk fast durch die Bank. Bei Rotten Tomatoes waren 67 der 69 Kritiken positiv bei einer durchschnittlichen Bewertung von 8,4 von 10 Punkten. Bei dem breiten Publikum fand der Film etwas weniger Anklang; so erhielt der Film in der IMDb 6,8 von 10 Sternen (Stand Januar 2019, 158 abgegebene Stimmen).

## Festivals und Auszeichnungen
Der Film Hale County, Tag für Tag lief auf diversen Festivals und wurde mehrfach ausgezeichnet.
Auszeichnungen
- Sundance Film Festival 2018 – U.S. Documentary Special Jury Award for Creative Vision[6]
- Gotham Independent Film Awards – Best Documentary Award
- Montclair Film Festival 2018 – Bruce Sinofsky Prize for Non-Fiction Filmmaking
- Full Frame Documentary Film Festival 2018 – Reva and David Logan Grand Jury Award[10]
- IDA Documentary Awards – Best Music Score (zusammen mit dem Film Bisbee '17)[11]
- Indie Memphis Film Festival 2018 – Documentary Feature – Special Jury Award[12]
- Milwaukee Film Festival 2018 – Herzfeld Competition Award (Stifterpreis)[13]
- Perugia Social Film Festival 2018 – PerSo-Preis für den besten Dokumentarfilm[14]
- Camden International Film Festival 2018 – John Marshall Award for Contemporary Ethnographic Media[15]
- Cork Film Festival 2018 – Gradam na Féile do Scannáin Faisnéise (Preis für die beste Kinodokumentation)[16]

Nominierungen
- Cinema Eye Honors – nominiert in den Kategorien Outstanding Achievement in Nonfiction Feature Filmmaking, Outstanding Achievement in Direction, Outstanding Achievement in Editing, Outstanding Achievement in Cinematography und Outstanding Achievement in a Debut Feature Film
- Independent Spirit Awards 2019 – nominiert in der Kategorie Bester Dokumentarfilm
- IDA Documentary Awards – nominiert in den Kategorien Best Feature und Best Editing[11]

Weitere Aufführungen im Rahmen von Festivals
- International Documentary Filmfestival Amsterdam (IDFA) 2018[17]
- Princeton Independent Film Festival 2018
- Olympia Film Festival 2018
- Brattleboro Film Festival 2018
- Hot Springs Doc Film Festival 2018
- Woodstock Film Festival 2018
- Atlantic International Film Festival 2018
- Open City Documentary Festival 2018
- Martha’s Vineyard African American Film Festival 2018
- AFI Docs 2018
- Champs-Élysées Film Festival 2018
- Sheffield Doc/Fest 2018
- Bildrausch Filmfestival Basel 2018 – Special Mention International Competition 2018
- Documental Ambulante 2018
- Dok.fest – Internationales Dokumentarfilmfestival München 2018
- Sarasota Film Festival 2018
- San Francisco Film Festival 2018
- New Directors/New Films 2018
- CPH:DOX 2018
- True/False Film Fest 2018
- Unorthodocs Film Festival 2018[18]